# Impatiens pseudocitrina
Impatiens pseudocitrina — вид рослин із родини бальзаминових (Balsaminaceae).

## Етимологія
Назва pseudocitrina стосується зовнішньої подібності до Impatiens citrina Hook.f..

## Діагностика
Новий вид подібний до Impatiens citrina Hook.f., але відрізняється черешковими залозками, 2 (рідко 3)-квітковими суцвіттям, кулястими бічними чашолистками, подовжено-трубоподібною формою нижнього чашолистка, тим, що рот нижнього чашолистка без рогоподібного придатка, але з червоними плямами всередині, та лінійною коробочкою. Він також схожий на I. principis Hook.f., але відрізняється рівною або коротшою за листя квітконіжкою, 2 (рідко 3)-квітковим суцвіттям, жовтими квітками, бічними чашолистками без шипоподібних придатків і прямим прямовисною шпорою.

## Біоморфологічна характеристика
Однорічна трава до 1 м завдовжки; стебло округле в перерізі чи чотирикутне (молода стадія), голе, зелене чи коричнювато-рожеве; міжвузля 3–10 см завдовжки. Листки чергові; пластина 3–9 × 1.5–3 см, яйцювато-еліптична, хвостато-загострена на верхівці, зверху зелена, знизу бліда, краї городчасті чи зубчасті; ніжка листка до 2.5 см завдовжки, гола, блідо-пурпурна. Суцвіття 2-квіткове; приквітки голі, блідо-зелені чи блідо-рожеві. Бічних чашолистків 2, округлі, гострі на верхівці, голі, блідо-зелені. Пелюстки: спинна пелюстка 5–7 × 5–6.5 мм, гола, жовта з блідо-зеленою кілеподібною частиною; бічні з'єднані пелюстки 16–18 × 8–10 мм, 2-лопатеві; базальна частка 7–8 × 4–4.5 мм, яйцювата, на верхівці тупа, жовта; дистальна частка 10–12 × 3.5–4.75 мм, жовта; нижній чашолисток 14–16 × 4–5 мм, мішкоподібний або подовжено-трубчастий, верхівка ± гостра, гола, зовні жовта, всередині жовта з численними червоними плямами; шпора завдовжки 8–10 мм, ниткоподібна, сильно вигнута вгору, гола, жовта. Пиляки білі. Коробочка завдовжки 20–25 × 3–4 мм, лінійна, гола, зелена. Цвіте і плодоносить з квітня по червень.

## Середовище проживання
Ендемік Аруначал-Прадеш, пн.-сх. Індія. Вид спостерігався на вологих відкритих або затінених ділянках у субтропічних лісах поблизу узбіч доріг.